# Eigentlicher Langohrigel
Der Eigentliche Langohrigel (Hemiechinus auritus) ist eine Art der Langohrigel, die in einem großen Verbreitungsgebiet vom Norden Afrikas über weite Teile Asiens bis in den Norden der Volksrepublik China und die Mongolei vorkommt.

## Merkmale
Der Eigentliche Langohrigel ist eine kleine Igelart, er erreicht nach Smith & Yan Xie 2009 eine Kopf-Rumpf-Länge von 17 bis 23 Zentimeter, nach Ballenger 1999 von 12 bis 27 Zentimeter. Die Schwanzlänge beträgt nach Smith & Yan Xie 2009 18 bis 28 und nach Ballanger 10 bis 50 Millimeter. Das Gewicht liegt bei 280 bis 500 Gramm.
Der sandfarben-beige gefärbte Rücken ist mit aufrecht stehenden Stacheln bewehrt, die weiß und dunkelbraun gestreift sind. Die Stirn, die Wangen und die Kopfrückseite sind blass rostrot gefärbt, die Kopfunterseite und die Bauchseite sind weiß. Das Bauchfell ist weich und fein. Die Ohren sind mit einer Länge von 31 bis 40 Millimeter etwa halb so lang wie der Kopf und damit deutlich länger als die anderer Igel, sie werden als Anpassung für die Thermoregulation an den trockenheißen Lebensraum betrachtet.

## Verbreitung und Lebensraum

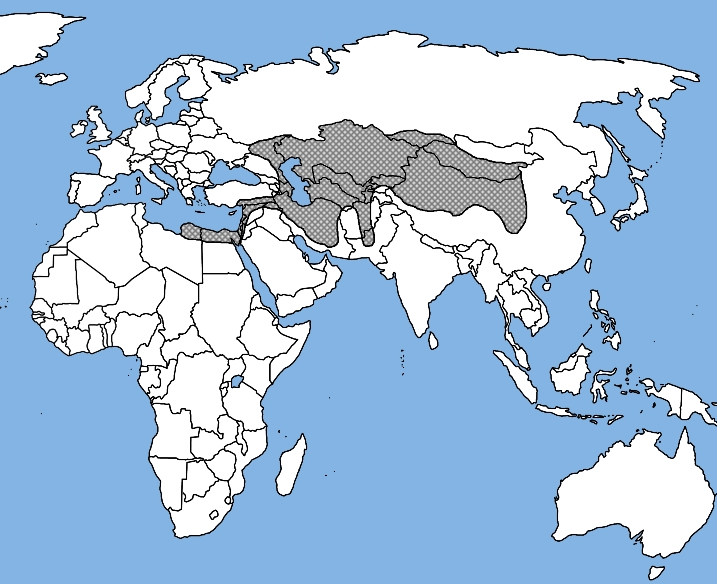
Verbreitungsgebiet des Eigentlichen Langohrigels

Der Eigentliche Langohrigel besitzt ein sehr großes paläarktisches Verbreitungsgebiet, das von der östlichen Mittelmeerregion und Ägypten über Vorder- und Südwestasien bis in das westliche Pakistan sowie von der Ukraine über die Mongolei bis nach Russland und China reicht.
Als Lebensraum bevorzugt der Eigentliche Langohrigel vor allem verschiedene Typen der Trockensteppe, Halbwüsten und Wüstengebiete. Er ist dabei überwiegend in trockenen Flusstälern, Schluchten, Waldstreifen, verlassenen Bewässerungsgräben und strauchigen Gebieten anzutreffen, wobei er sich häufig in Oasen und in der Nähe von bewohnten Gebieten ansiedelt. Er vermeidet dagegen Uferwaldungen und hohe Vegetation.

## Lebensweise
Der Igel lebt vorwiegend als nachtaktiver Einzelgänger. Dabei benutzt er Bauten, die er gewöhnlich mit Hilfe seiner kräftigen und krallenbewehrten Vorderfüße selbst unter Büschen in verschiedenen Substraten gräbt. Diese Bauten sind etwa 45 Zentimeter lang und haben nur einen Eingang. Daneben übernimmt er jedoch auch verlassene Bauten von Schildkröten, Rennmäusen, Füchsen und anderen Tieren. Zudem rastet er unter Steinen, Felsvorsprüngen oder in Höhlungen. Der Eigentliche Langohrigel ruht eingerollt und ist so gegen Feinde geschützt.
Gegen Fressfeinde sind die Igel vor allem durch ihr Stachelkleid geschützt, sie können jedoch auch sehr schnell laufen. Während der Nacht legen die Tiere auf der Nahrungssuche bis zu neun Kilometer zurück. In der sehr trockenen und heißen Saison verfallen die Tiere häufig in eine Hitzestarre, in einigen Regionen mit kalten Wintern halten sie zudem einen Winterschlaf. In China dauert dieser etwa von Oktober bis zum kommenden Frühjahr.
Dennoch ist der Langohrigel eines der Hauptbestandteile der Nahrung des Uhus in Zentralasien und stellt dort etwa 14 % seiner Nahrung.

### Ernährung
Wie andere Igel ist auch der Langohrigel ein Allesfresser (Omnivore), der sich vor allem von Insekten wie Heuschrecken und Käfern sowie anderen kleinen wirbellosen Tieren ernährt. Daneben frisst er Eier, Früchte und andere Pflanzenteile sowie kleine Wirbeltiere wie Frösche, Eidechsen, kleine Schlangen und kleine Säugetiere. Sie sind sehr ausdauernd und können bis zu zehn Wochen ohne Nahrung und Flüssigkeit überleben.
Die Tiere haben einen sehr gut ausgeprägten Geruchssinn und ein gutes Gehör und setzen sie zum Aufspüren der Nahrung ein.

### Fortpflanzung und Entwicklung
Über die Fortpflanzung und Entwicklung in der Wildnis liegen nur begrenzte Daten vor. Die Tiere bringen nur einmal im Jahr, in der Regel zwischen Juli und September, Jungtiere zur Welt. Die Paarung erfolgt, indem das Männchen auf den Hinterbeinen hinter dem Weibchen steht, das mit der Brust auf dem Boden liegt und die Hinterbeine durchstreckt.
Die Weibchen werfen dabei nach einer Tragzeit von 35 bis 42 Tagen ein bis vier, nach Smith & Yan Xie 2009 vier bis sieben, Jungtiere. Diese wiegen etwa 10 Gramm und kommen weitgehend nackt, nur mit einigen sehr weichen Stacheln, und mit geschlossenen Augen zur Welt. Diese öffnen sie nach etwa einer Woche und nach etwa drei Wochen nehmen sie feste Nahrung zu sich. Die Stacheln entwickeln sich sehr schnell und nach fünf Wochen haben die Jungtiere ein vollständiges Stachelkleid.
Die Weibchen werden nach etwa 230 Tagen geschlechtsreif, die Lebensdauer der Tiere liegt bei durchschnittlich 6,8 Jahren.

## Systematik

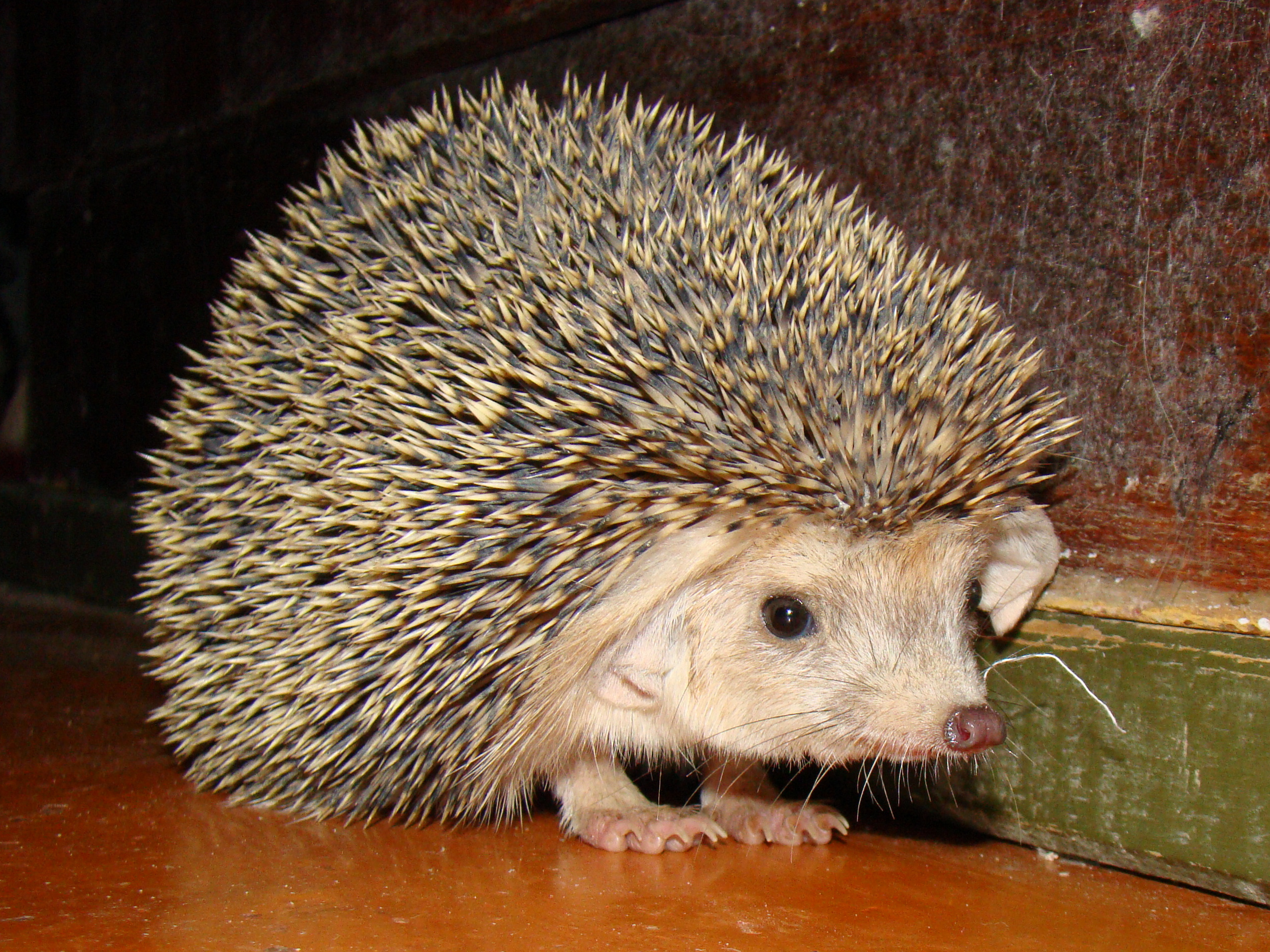
Eigentlicher Langohrigel

Der Eigentliche Langohrigel wird als eigenständige Art innerhalb der Gattung der Langohrigel (Hemiechinus) anerkannt, die er gemeinsam mit dem Indischen Langohrigel (H. collaris) bildet.
Innerhalb der Art werden fünf Unterarten unterschieden:
- Hemiechinus auritus albulus
- Hemiechinus auritus auritus
- Hemiechinus auritus megalotis
- Hemiechinus auritus aegyptius
- Hemiechinus auritus libycus

## Gefährdung und Schutz
Die Art wird aufgrund des sehr großen Verbreitungsgebietes und der großen Bestandszahl von der IUCN als nicht gefährdet (least concern) gelistet. Ein Rückgang oder großräumige Bestandsgefährdungen sind nicht bekannt.